# یوکسال
یوکسال (به انگلیسی: Yoxall) یک روستا و محله مدنی در بریتانیا است که در استافوردشر شرقی واقع شده‌است. یوکسال ۱٬۸۹۵ نفر جمعیت دارد.